# Macrologic
Macrologic (Macrologic Spółka Akcyjna, GPW: MCL, dawniej – do 2006 r. – MacroSoft S.A.) – spółka informatyczna, założona w 1986, rozwiązana bez przeprowadzenia likwidacji poprzez przeniesienie z dniem 2 stycznia 2018 r. całego majątku spółki Macrologic na Asseco Business Solutions.
Dostarczała systemy informatyczne wspierające realizację celów biznesowych w przedsiębiorstwach średniej wielkości. Głównym produktem oferowanym przez firmę był program Macrologic Merit – czyli pierwszy polski w pełni procesowy system klasy ERP. Jest on nadal oferowany pod tą marką. Macrologic Merit wspiera zarządzanie zdefiniowanymi sposobami działania organizacji – procesami, dzięki czemu firmy działają zgodnie ze swoim naturalnym funkcjonowaniem. Program wspiera wszystkie główne procesy zachodzące w firmie:
- Procesy zasobów ludzkich
- Procesy zasobów rzeczowych
- Procesy sprzedażowe
- Procesy zakupów i magazynowania
- Procesy magazynowania
- Procesy produkcyjne
- Procesy finansowe i księgowe

Spółka była autorem i właścicielem technologii Macrobase (mbase).

## Przejęcie
W wyniku wezwania ogłoszonego w kwietniu 2017 r. i po uzyskaniu w maju tego roku zgody UOKiK na przejęcie Asseco Business Solutions kupiło ok. 88,29 proc. udziałów (1 667 603 akcje) w Macrologic za kwotę 98,38 mln zł.